# Concilium plebis
Het concilium plebis (volksraad) was de officiële vergadering van de Romeinse plebejers, waarin de tribuni plebis en de aediles plebis werden verkozen. Ook kwamen hierin de volksbesluiten of plebiscita tot stand.